# 8166 Buczynski
8166 Buczynski è un asteroide della fascia principale. Scoperto nel 1991, presenta un'orbita caratterizzata da un semiasse maggiore pari a 2,3962013 UA e da un'eccentricità di 0,1403410, inclinata di 1,16910° rispetto all'eclittica.